# کینلاکبروی
کینلاکبروی (به انگلیسی: Kinlochbervie) یک روستا در بریتانیا است که در هایلند واقع شده‌است. کینلاکبروی ۴۸۰ نفر جمعیت دارد.